# 171 (numero)
Centosettantuno (171)  è il numero naturale dopo il 170 e prima del 172.

## Proprietà matematiche
- È un numero dispari.
- È un numero composto dai seguenti divisori: 1, 3, 9, 19, 57. Poiché la somma dei divisori è 89 < 171 è un numero difettivo.
- È un numero 13-gonale.
- È un numero 58-gonale.
- È un numero di Harshad.
- È un numero palindromo nel sistema numerico decimale e nel sistema di numerazione posizionale a base 7 (333); in quest'ultima base è anche un numero a cifra ripetuta.
- È un numero triangolare.
- È parte delle terne pitagoriche (140, 171, 221), (171, 228, 285), (171, 528, 555), (171, 760, 779), (171, 1620, 1629),  (171, 4872, 4875), (171, 14620, 14621).
- È un numero fortunato.

## Astronomia
- 171P/Spahr è una cometa periodica del sistema solare.
- 171 Ophelia è un asteroide della fascia principale del sistema solare.

## Astronautica
- Cosmos 171 è un satellite artificiale russo.